# Wilhelm Kunkel
Wilhelm Ludwig Kunkel (* 16. Januar 1886 in Worms; † 10. Juni 1965 in Goddelau) war ein hessischer Politiker (DVP) und ehemaliger Abgeordneter des Landtags des Volksstaates Hessen in der Weimarer Republik.
Wilhelm Kunkel war der Sohn des Bäckermeisters Wilhelm Wendel Kunkel und dessen Frau Elisabeth Margareth geborene Eltern. Wilhelm Kunkel, der evangelischer Konfession war, heiratete Marie Adolfine geborene Herrmann. Er arbeitete als Bäcker in Worms.
Wilhelm Kunkel gehörte 1929 bis 1931 als Nachrücker für Eduard Dingeldey dem Landtag an.